# Brega funky
Brega funky es un género derivado del funk ousadia, que apareció en 2011 en Recife, Pernambuco. La canción "Melô do Amigo Safado", de MC Cego y Metal, marcó un hito en el inicio de la brega funky, siendo la primera canción con elementos definidos del género según muchos artistas.

## Características
El género se caracteriza por un fuerte atractivo sexual, uso de lenguaje explícito y argot, banalización del consumo de drogas, reducción del sexo femenino e incitación a la violencia contra él incluso en el ámbito sexual, así como una potenciación, aunque sin incitación, a las cualidades y dominios de los simpatizantes del crimen organizado común en barrios marginales y periferias.
El ritmo presenta pistas con ritmos simples y atractivos, con el uso de prácticamente solo dispositivos digitales y software en su composición, sin la presencia de ningún tipo de instrumentos musicales.
Muchos de estos sonidos son en ocasiones un reflejo directo del día a día de las grandes ciudades y entornos urbanos que se representan en las canciones, como los sonidos metálicos de las obras civiles, las sirenas de los vehículos, etc., siempre en alusión a un frecuencia de fiesta. o frenesí, connotando la búsqueda o realización del placer y la huida del estrés inherente al medio, y por ello convergen con el encuentro de estos en los temas más sustanciales de la dinámica relacional humana.

## Variantes de estilo

### Batidão romântico
El batidão romântico es el resultado de la fusión de brega funky con kizomba que surgió alrededor de 2018, con la expansión nacional del género de Pernambuco. El ritmo es más lento y los temas tratados son temas románticos o sensuales.

### Scama tune
Es un estilo musical underground que mezcla el brega funky con eletromelody, chiptune y cloud trap. El género llegó a llamar la atención de artistas como Aretuza Lovi, MC Loma y Pabllo Vittar.

### Tranceira
Es el resultado de la fusión de trance con brega funky añadiendo el uso de falsete. El género apareció a comienzo de 2020 a través de las producciones de los cantantes pop brasileños Pabllo Vittar y Luísa Sonza.

### Trip It
Trip It, o Tribeat, nació de la fusión de la música trip hop con los géneros musicales manguebeat y brega funky. El estilo se basa en ritmos metálicos, electrónicos y minimalistas. Un exponente del género es la cantante brasileña Duda Beat.